# Армандо Пики
Армандо Пики (на италиански: Armando Picchi) роден на 20 юни 1935 г. в Ливорно е италиански футболист и треньор. Капитан на „Великият Интер“, стадионът в родния му град носи неговото име.

## Кариера
Започва професионалната си карера през 1954 г. в родния Ливорно, като в началото играе, като крило. Треньорът Марио Магноци обаче го премества в защита, като десен бек. Точно на този пост Пики успява да разгърне потенциала си и да покаже своите качества. В Ливорно изиграва 105 мача, в които отбелязва 5 гола, след което през 1959 г. е привлечен в отбора на СПАЛ. В последвалия сезон отбора на СПАЛ достига своята най-високата позиция в Серия А - пето място. Ръководството на ФК Интер е силно впечатлено от Армандо Пики и решава да плати за него 24 милиона, като продава цели трима свои футболисти.
За отбора на ФК Интер в началото играе, като десен бек – позицията която е заемал и в СПАЛ, но впоследствие Еленио Ерера решава да го пробва като либеро. Постепенно Армандо Пики се превръща в един от най-добрите футболисти на този пост. Капитан на тима в неговия най-славен период, известен като ерата на Великият Интер, Пики става три пъти шампион на Италия, два пъти печели КЕШ и два пъти вдига Междуконтиненталната купа. С черно-синята фланелка изиграва 257 мача и отбелязва 2 гола. Като признат „магистър“ на поста либеро, Пики служи за пример на налседилите го негови съотборници – Тарчизио Бурнич и Джачинто Факети.
С националната фланелка няма особен късмет, след като в мач срещу България получава контузия в таза и губи шансове да се изяви на големите международни турнири.
Армандо Пики умира от рак на 27 май 1971 г. Семейството му е пожелало скромно погребение, но това не се случва. Събитието е отразено в медиите, а целия град Ливорно прекратява работа и се стича на поклонението.
През 1990 г. стадионът в Ливорно е именуван „Армандо Пики“ в негова чест.

## Отличия
- Шампион на Италия: 3

Интер: 1962-63, 1964-65, 1965-66
- КЕШ: 2

Интер: 1963-64, 1964-65
- Междуконтинентална купа: 2

Интер: 1964, 1965
| Капитани на ФК Интер | Капитани на ФК Интер   | Капитани на ФК Интер |
| -------------------- | ---------------------- | -------------------- |
| Предшественик        | Период                 | Наследник            |
| Бруно Болки          | Армандо Пики 1962-1967 | Марио Корсо          |